# Omorgus australasiae
Omorgus australasiae är en skalbaggsart som beskrevs av Wilhelm Ferdinand Erichson 1842. Omorgus australasiae ingår i släktet Omorgus och familjen knotbaggar. Inga underarter finns listade i Catalogue of Life.